# Lomaspilis discocellularis
Lomaspilis discocellularis là một loài bướm đêm trong họ Geometridae.